# Aeroportul Sampit
Aeroportul Sampit (IATA: SMQ, ICAO: WAOS) este un aeroport din Kota Sampit⁠(d), Kotawaringin Timur⁠(d), Kalimantan Tengah⁠(d), Indonezia. Aeroportul a fost tranzitat în 2018 de 443.537 de pasageri.
Situat la o altitudine de 6 m, aeroportul dispune de o singură pistă.